# Wubanoides
Wubanoides Eskov, 1986 è un genere di ragni appartenente alla famiglia Linyphiidae.

## Distribuzione
Le due specie oggi note di questo genere sono state rinvenute in Asia centrale e orientale: Russia asiatica, Mongolia e Giappone; la sottospecie è stata reperita in alcune località dell'Europa centrale ed orientale

## Tassonomia
Per la determinazione delle caratteristiche della specie tipo sono tenute in considerazione le analisi sugli esemplari di Wubanoides longicornis Eskov, 1986.
Dal 2009 non sono stati esaminati esemplari di questo genere.
A dicembre 2012, si compone di due specie ed una sottospecie:
- Wubanoides fissus (Kulczyński, 1926) — Russia, Giappone
- Wubanoides uralensis (Pakhorukov, 1981)[3] — Russia, Mongolia
  - Wubanoides uralensis lithodytes Schikora, 2004 — Europa centrale e orientale

### Specie trasferite
- Wubanoides enormitus (Tanasevitch, 1988); trasferita al genere Epibellowia Tanasevitch, 1996[1].
- Wubanoides kayaensis (Paik, 1965); trasferita al genere Eldonnia Tanasevitch, 2008[1].
- Wubanoides kolymensis (Tanasevitch & Eskov, 1987); trasferita al genere Lepthyphantes Menge, 1866[1].
- Wubanoides onoi Saito, 1992; trasferita al genere Eldonnia Tanasevitch, 2008[1].
- Wubanoides pacificus Eskov & Marusik, 1992; trasferita al genere Epibellowia Tanasevitch, 1996[1].
- Wubanoides septentrionalis (Oi, 1960); trasferita al genere Epibellowia Tanasevitch, 1996[1].

### Sinonimi
- Wubanoides longicornis Eskov, 1986; posta in sinonimia con Wubanoides uralensis (Pakhorukov, 1981) a seguito di un lavoro degli aracnologi Eskov & Marusik (1992b)[1].